# Лауреаты Премии Правительства Российской Федерации в области науки и техники (2004)
Лауреаты Премии Правительства Российской Федерации в области науки и техники 2004 года — перечень награждённых правительственной наградой Российской Федерации, присужденной за достижения в науке и технике в 2004 году.
Постановлением Правительства Российской Федерации от 26 августа 2004 года № 439, в частности, было уменьшено число премий и максимально допустимое число лауреатов каждой премии, но значительно увеличена сумма премии. Согласно этому Постановлению, с 2005 года присуждалось не более 40 премий (в том числе 10 премий за работы в сфере обороны и безопасности), каждая в размере 1 миллион рублей. Авторский коллектив каждой работы был ограничен 10 претендентами.
Лауреаты определены Постановлением Правительства от 2 марта 2005 года № 109 по предложениям Межведомственного совета по присуждению премий Правительства Российской Федерации в области науки и техники.

## Легенда
Приводятся данные по премированной работе; фамилии лауреатов, их должность и место работы; номер абзаца в Постановлении

## Лауреаты
| номер | Лауреаты | Премированная работа |
| ----- | --- | --- |
| 1.    | Алфееву Альберту Андреевичу, кандидату технических наук, главному инженеру Тольяттинской теплоэлектроцентрали — филиала акционерного общества энергетики и электрификации «Самараэнерго», руководителю работы, Передельскому Александру Александровичу, начальнику цеха того же филиала; Карякину Константину Федоровичу, главному инженеру акционерного общества энергетики и электрификации «Самараэнерго», Назаренко Константину Леонидовичу, начальнику отдела того же акционерного общества; Аветисяну Владимиру Евгеньевичу, кандидату экономических наук, генеральному директору акционерного общества «Средневолжская межрегиональная управляющая энергетическая компания», Дикопу Владимиру Вильгельмовичу, кандидату технических наук, техническому директору того же акционерного общества; Бескову Вячеславу Сергеевичу, главному метрологу акционерного общества «Всероссийский теплотехнический научно-исследовательский институт», Ржезникову Юлиану Вульфовичу, кандидату технических наук, ведущему научному сотруднику, Скорик Людмиле Дмитриевне, кандидату технических наук, бывшему старшему научному сотруднику, Ходакову Юрию Степановичу, доктору химических наук, главному научному сотруднику — работникам того же акционерного общества; Максимову Валентину Васильевичу, заведующему отделом акционерного общества «Специальное конструкторское бюро теплоэнергетического оборудования ВТИ»; Самченко Борису Николаевичу, ведущему инженеру-конструктору акционерного общества "Таганрогский котлостроительный завод «Красный котельщик»; Саркисову Олегу Михайловичу, доктору физико-математических наук, заместителю директора государственного учреждения «Институт химической физики имени Н. Н. Семенова» Российской академии наук; Щелокову Вячеславу Ивановичу, главному конструктору акционерного общества "Машиностроительный завод «ЗиО-Подольск» | за разработку комплексной технологии глубокой очистки дымовых газов теплоэлектростанций от оксидов азота с использованием метода селективного некаталитического восстановления                                                                    |
| 2.    | Чернову Владлену Александровичу, доктору технических наук, ведущему научному сотруднику государственного научного центра Российской Федерации — государственного унитарного предприятия «Всероссийский электротехнический институт имени В. И. Ленина», руководителю работы; Грибченкову Виктору Алексеевичу, кандидату технических наук, старшему научному сотруднику государственного научного центра Российской Федерации — федерального государственного унитарного предприятия "Государственный научно-исследовательский и проектный институт редкометаллической промышленности «Гиредмет», Жвирблянскому Виллену Юльевичу, кандидату технических наук, заведующему отделом того же центра; Зеленину Николаю Александровичу, бывшему заместителю начальника цеха акционерного общества «Пермский моторный завод», Сумину Евгению Иосифовичу, заместителю главного металлурга того же акционерного общества; Инютину Владиславу Петровичу, кандидату технических наук, заместителю генерального директора акционерного общества "Научно-исследовательский институт «Изотерм», Сорокину Олегу Алексеевичу, начальнику участка того же акционерного общества; Коваленко Юрию Алексеевичу, доктору физико-математических наук, советнику департамента Аппарата Правительства Российской Федерации; Паздникову Игорю Павловичу, кандидату технических наук, главному инженеру акционерного общества «Уралредмет», Рылову Александру Николаевичу, заместителю главного инженера — начальнику отдела того же акционерного общества; Ясинскому Константину Константиновичу, кандидату технических наук, начальнику сектора государственного научного центра Российской Федерации — федерального государственного унитарного предприятия «Всероссийский научно-исследовательский институт авиационных материалов»; Удрису Яну Яновичу, кандидату технических наук (посмертно) | за исследования и разработку мощных электронных пушек высоковольтного тлеющего разряда, внедрение в промышленность наукоемкого оборудования на их основе                                                                                          |
| 3.    | Ройзенблиту Генриху Иосифовичу, генеральному директору — главному конструктору акционерного общества "Научно-производственный комплекс «КБ Взлет», руководителю работы, Гадакчяну Константину Армаисовичу, кандидату медицинских наук, заместителю главного конструктора по направлению — начальнику лаборатории, Гусеву Алексею Андреевичу, начальнику отдела, Кирпичеву Юрию Николаевичу, слесарю, Коржавых Алексею Васильевичу, техническому директору, Новикову Владимиру Тимофеевичу, заместителю начальника производства, Рыкову Вячеславу Михайловичу, главному специалисту, Скобникову Вячеславу Михайловичу, ведущему инженеру, Фомину Виктору Николаевичу, кандидату технических наук, начальнику лаборатории — работникам того же акционерного общества; Акчурину Ренату Сулеймановичу, академику Российской академии медицинских наук, руководителю отдела государственного учреждения «Российский кардиологический научно-производственный комплекс», научному руководителю работы, Галяутдинову Дамиру Мажитовичу, кандидату медицинских наук, старшему научному сотруднику, Торшину Сергею Владимировичу, врачу анестезиологу-реаниматологу — работникам того же учреждения; Кабанову Александру Георгиевичу, директору департамента Министерства образования и науки Российской Федерации; Смирнову Анатолию Николаевичу, префекту Зеленоградского административного округа г. Москвы; Фадееву Владиславу Викторовичу, доктору технических наук, генеральному директору акционерного общества «Международный центр конверсионных технологий» | за разработку, организацию производства и внедрение в медицинскую практику аппаратного вакуумного переносного комплекса для операций аортокоронарного шунтирования на работающем сердце «КОСМЕЯ»                                                  |
| 4.    | Ковалеву Алексею Васильевичу, доктору технических наук, первому заместителю директора акционерного общества "Научно-исследовательский институт интроскопии МНПО «Спектр», руководителю работы, Запускалову Валерию Григорьевичу, доктору технических наук, главному научному сотруднику, Кузину Михаилу Алексеевичу, кандидату технических наук, заведующему отделом — работникам того же акционерного общества; Вавилову Владимиру Платоновичу, доктору технических наук, заведующему отделом государственного научного учреждения «Научно-исследовательский институт интроскопии при Томском политехническом университете»; Гусарову Вадиму Реджинальдовичу, кандидату технических наук, начальнику отдела научно-учебного центра «Сварка и контроль» при Московском государственном техническом университете имени Н. Э. Баумана; Зинакову Вадиму Евгеньевичу, кандидату технических наук, заместителю главного инженера акционерного общества энергетики и электрификации «Мосэнерго»; Ивченко Вячеславу Васильевичу, главному метрологу федерального государственного унитарного предприятия «Государственный космический научно-производственный центр имени М. В. Хруничева»; Кондратьеву Юрию Александровичу, кандидату технических наук, генеральному директору общества с ограниченной ответственностью "Совместное предприятие «Себа Спектрум»; Кузнецову Борису Давидовичу, бывшему начальнику отдела Пограничной службы Федеральной службы безопасности Российской Федерации; Передерию Анатолию Николаевичу, заместителю начальника отдела войсковой части 68240 Федеральной службы безопасности Российской Федерации; Потарину Александру Евгеньевичу, кандидату технических наук, начальнику управления Заполярного филиала акционерного общества "Горно-металлургическая компания «Норильский никель»; Самокрутову Андрею Анатольевичу, доктору технических наук, генеральному директору общества с ограниченной ответственностью «Акустические контрольные системы»; Султанову Георгию Ахмедовичу, кандидату технических наук, генеральному директору акционерного общества "Предприятие городских электрических сетей «Краснодарэлектро»; Филинову Владимиру Николаевичу, доктору технических наук (посмертно) | за создание и внедрение средств неразрушающего контроля и диагностики для обеспечения техногенной и антитеррористической безопасности |
| 5.    | Кукку Калью Ивановичу, доктору технических наук, вице-президенту акционерного общества «Телеком», руководителю работы, Хазарчиеву Юрию Джавадовичу, первому вице-президенту того же акционерного общества; Багдасаряну Александру Сергеевичу, доктору технических наук, генеральному директору акционерного общества "Научно-производственное предприятие «ЭЛКО»; Зайцеву Владимиру Егоровичу, кандидату технических наук, заместителю генерального директора акционерного общества «Всероссийский научно-исследовательский институт радиотехники», Сергееву Владимиру Николаевичу, кандидату технических наук, начальнику сектора того же акционерного общества; Злотниковой Елене Арнольдовне, кандидату технических наук, заместителю генерального директора федерального государственного унитарного предприятия "Государственная телевизионная и радиовещательная компания «Культура», Неретиной Сталине Петровне, первому заместителю генерального директора того же предприятия; Локшину Марку Германовичу, доктору технических наук, начальнику лаборатории федерального государственного унитарного предприятия «Научно-исследовательский институт радио»; Малинину Алексею Весьмировичу, заместителю председателя — руководителю департамента федерального государственного унитарного предприятия «Всероссийская государственная телевизионная и радиовещательная компания», Таубе Леониду Михайловичу, первому заместителю руководителя департамента, Хлебникову Валентину Ивановичу, директору Дирекции сетей распространения телерадиопрограмм — работникам того же предприятия; Сабитову Рифату Абдулвагаповичу, кандидату политических наук, заместителю генерального директора акционерного общества «Телекомпания НТВ»; Самойлову Александру Ивановичу, генеральному директору акционерного общества "Научно-технический центр «Космос»; Севастьянову Дмитрию Николаевичу, заместителю генерального директора акционерного общества «Газком»; Шестакову Андрею Васильевичу, генеральному директору общества с ограниченной ответственностью «Телеком — проект-5» | за разработку и внедрение научных, технических и организационных решений построения государственной телевизионной сети нового поколения |
| 6.    | Адушкину Виталию Васильевичу, академику, директору государственного учреждения «Институт динамики геосфер» Российской академии наук, руководителю работы, Гончарову Александру Ивановичу, Куликову Владимиру Ивановичу, кандидатам физико-математических наук, старшим научным сотрудникам — работникам того же учреждения; Викторову Сергею Дмитриевичу, доктору технических наук, заместителю директора государственного учреждения «Институт проблем комплексного освоения недр» Российской академии наук, Закалинскому Владимиру Матвеевичу, доктору технических наук, ведущему научному сотруднику того же учреждения; Гайдину Андрею Павловичу, кандидату технических наук, генеральному директору акционерного общества «Западно-Сибирское геологическое управление»; Еременко Андрею Андреевичу, доктору технических наук, заведующему лабораторией государственного учреждения «Институт горного дела — научно-исследовательское учреждение Сибирского отделения Российской академии наук»; Ермаку Геннадию Павловичу, кандидату технических наук, управляющему Тейским филиалом акционерного общества «Евразруда», Коняхину Валерию Ивановичу, начальнику отдела Таштагольского филиала, Матвееву Игорю Федоровичу, кандидату технических наук, управляющему тем же филиалом, Никитину Виктору Никитовичу, заместителю технического директора — начальнику управления, Фефелову Сергею Владимировичу, кандидату технических наук, главному инженеру Абаканского филиала — работникам того же акционерного общества; Машукову Игорю Владимировичу, кандидату технических наук, заведующему лабораторией акционерного общества «Восточный научно-исследовательский горнорудный институт»; Субботину Александру Ивановичу, кандидату технических наук, бывшему заместителю начальника Федерального горного и промышленного надзора России; Филиппову Петру Алексеевичу, кандидату технических наук, генеральному директору акционерного общества "Институт по проектированию предприятий горнорудной промышленности «Сибгипроруда» | за разработку и внедрение технологии крупномасштабной взрывной отбойки железных руд в сейсмоактивных районах Сибири |
| 7.    | Рубану Анатолию Дмитриевичу, члену-корреспонденту Российской академии наук, заместителю директора государственного учреждения «Институт проблем комплексного освоения недр» Российской академии наук, руководителю работы, Айруни Арсену Тиграновичу, Матвиенко Николаю Григорьевичу, докторам технических наук, главным научным сотрудникам, Бобину Вячеславу Александровичу, доктору технических наук, заведующему отделом, Забурдяеву Виктору Семеновичу, кандидату технических наук, ведущему научному сотруднику, Зенкович Людмиле Михайловне, кандидату технических наук, заместителю директора, — работникам того же учреждения; Васильчуку Марату Петровичу, заведующему лабораторией федерального государственного унитарного предприятия «Научно-технический центр по безопасности в промышленности»; Забурдяеву Геннадию Семеновичу, кандидату технических наук, ведущему научному сотруднику общества с ограниченной ответственностью «Научно-технический центр измерительных газочувствительных датчиков»; Золотых Станиславу Станиславовичу, доктору технических наук, генеральному директору общества с ограниченной ответственностью «Метанобезопасность»; Козлову Владимиру Алексеевичу, кандидату технических наук, главному конструктору направления федерального государственного унитарного предприятия "Федеральный центр двойных технологий «Союз»; Ногих Сергею Романовичу, доктору технических наук, директору по инвестиционным проектам акционерного общества "Объединенная угольная компания «Южкузбассуголь»; Петровой Юлии Эдуардовне, кандидату геолого-минералогических наук, заведующей лабораторией федерального государственного унитарного предприятия «Всероссийский нефтяной научно-исследовательский геологоразведочный институт»; Устинову Николаю Ивановичу, кандидату технических наук, старшему научному сотруднику федерального государственного унитарного предприятия «Национальный научный центр горного производства — Институт горного дела имени А. А. Скочинского»; Худину Юрию Людвиговичу, доктору технических наук, председателю правления региональной общественной организации «Научно-техническое общество специалистов горной промышленности»; Экгардту Виктору Ивановичу, доктору технических наук, профессору Воркутинского горного института — филиала государственного образовательного учреждения высшего профессионального образования «Санкт-Петербургский государственный горный институт имени Г. В. Плеханова (технический университет)» | за разработку и промышленное внедрение комплекса высокоэффективных методов прогноза газовыделения и новых способов интенсивного извлечения метана в шахтах и рудниках России                                                                      |
| 8.    | Неволину Владимиру Николаевичу, доктору физико-математических наук, заместителю руководителя Федеральной службы по надзору в сфере образования и науки, руководителю работы; Фоминскому Вячеславу Юрьевичу, доктору физико-математических наук, ведущему научному сотруднику государственного образовательного учреждения высшего профессионального образования «Московский инженерно-физический институт (государственный университет)»; Болдыреву Алексею Павловичу, генеральному директору общества с ограниченной ответственностью «НоябрьскЭПУСервис»; Гринбергу Вячеславу Абрамовичу, кандидату технических наук, начальнику сектора акционерного общества «Туполев»; Игнатьеву Михаилу Борисовичу, кандидату физико-математических наук, старшему научному сотруднику государственного учреждения «Институт металлургии и материаловедения имени А. А. Байкова» Российской академии наук, Ковалеву Евгению Петровичу, кандидату технических наук, исполняющему обязанности заведующего лабораторией того же учреждения; Короткевичу Сергею Владимировичу, директору Сургутского филиала общества с ограниченной ответственностью "Торговый дом «Борец»; Костычеву Игорю Владимировичу, кандидату технических наук, доценту государственного образовательного учреждения высшего профессионального образования «Московский государственный университет сервиса», Смирнову Алексею Львовичу, кандидату физико-математических наук, докторанту того же учреждения; Красневскому Юрию Сергеевичу, управляющему по разработке направления акционерного общества «ТНК-ВР Менеджмент»; Лукину Алексею Васильевичу, директору по развитию бизнеса общества с ограниченной ответственностью «Алнасмаш», Прошечкину Александру Ивановичу, советнику того же общества; Смирнову Николаю Ивановичу, кандидату технических наук, старшему научному сотруднику государственного учреждения «Институт машиноведения имени А. А. Благонравова» Российской академии наук, Смирнову Николаю Николаевичу, научному сотруднику того же учреждения | за разработку и промышленное внедрение комплекса высокоэффективного нефтедобывающего оборудования для повышения надежности и ресурса нефтяных скважин                                                                                             |
| 9.    | Крылову Георгию Васильевичу, доктору технических наук, генеральному директору общества с ограниченной ответственностью «ТюменНИИгипрогаз», руководителю работы, Клюсову Виталию Александровичу, Копылову Валерию Евгеньевичу, Штолю Владимиру Филипповичу, кандидатам технических наук, Ческидовой Кларе Васильевне, Шашкову Анатолию Ливерьевичу, Шишкину Эдуарду Петровичу, заместителям генерального директора, Маслову Владимиру Николаевичу, кандидату технических наук, первому заместителю генерального директора, Туренкову Николаю Александровичу, кандидату геолого-минералогических наук, главному геологу — заместителю генерального директора, — работникам того же общества; Лобановой Татьяне Петровне, кандидату экономических наук, заместителю начальника департамента — начальнику управления акционерного общества «Газпром», Миллеру Алексею Борисовичу, кандидату экономических наук, председателю правления, Русаковой Владе Вилориковне, начальнику департамента, — работникам того же акционерного общества; Мельникову Владимиру Павловичу, академику, директору государственного учреждения «Институт криосферы Земли» Сибирского отделения Российской академии наук; Минликаеву Валерию Зиряковичу, кандидату технических наук, главному инженеру общества с ограниченной ответственностью «Ноябрьскгаздобыча»; Прозорову Сергею Вячеславовичу, директору департамента администрации Тюменской области | за создание научно-проектно-производственного комплекса, обеспечившего ускоренный ввод в промышленную разработку группы газовых и газоконденсатных месторождений Западно-Сибирского региона за счет разработки и внедрения инновационных решений  |
| 10.   | Тарасову Виктору Николаевичу, генеральному директору акционерного общества «ЛУКОЙЛ-Ростовнефтехимпроект», руководителю работы, Тевлину Дмитрию Яковлевичу, техническому директору того же акционерного общества; Каджояну Юрию Степановичу, генеральному директору общества с ограниченной ответственностью «ЛУКОЙЛ-Калининградморнефть», Кравчишину Данилу Николаевичу, Тасалиеву Джаттаю Магомедовичу, заместителям генерального директора, Мандругину Юрию Григорьевичу, главному механику комплексного нефтетерминала, Соловьянчику Василию Денисовичу, первому заместителю генерального директора, — работникам того же общества; Коптеву Николаю Павловичу, кандидату технических наук, техническому директору акционерного общества «Приз», Черкасовой Ирине Юлиановне, заместителю генерального директора того же акционерного общества; Марееву Игорю Юрьевичу, кандидату химических наук, заместителю директора учреждения «Институт экологии, ресурсосбережения и оборудования сервиса»; Соколову Ивану Павловичу, доктору химических наук, ректору государственного образовательного учреждения высшего профессионального образования «Московский государственный университет сервиса»; Тарасовой Наталии Павловне, члену-корреспонденту Российской академии наук, директору Института химии и проблем устойчивого развития государственного образовательного учреждения высшего профессионального образования «Российский химико-технологический университет имени Д. И. Менделеева»; Шаталову Анатолию Алексеевичу, кандидату технических наук, заместителю начальника управления Федеральной службы по экологическому, технологическому и атомному надзору | за разработку, создание и оптимизацию инновационных систем безопасного хранения, перевалки и экспорта нефтепродуктов |
| 11.   | Гумерову Асгату Галимьяновичу, доктору технических наук, генеральному директору государственного унитарного предприятия «Институт проблем транспорта энергоресурсов», руководителю работы, Гумерову Рифу Сайфулловичу, доктору технических наук, заместителю генерального директора, Исхакову Радику Гайнисламовичу, кандидату технических наук, заместителю заведующего отделом, Левину Владимиру Павловичу, инженеру-конструктору первой категории, Новиковой Людмиле Фатхиевне, старшему научному сотруднику, — работникам того же предприятия; Анухину Вадиму Ивановичу, главному конструктору специзделий федерального государственного унитарного предприятия "Научно-производственное предприятие «Компенсатор»; Вайнштоку Семену Михайловичу, доктору социологических наук, президенту акционерного общества "Акционерная компания по транспорту нефти «Транснефть», Калинину Владимиру Васильевичу, кандидату технических наук, первому вице-президенту, Лисину Юрию Викторовичу, кандидату технических наук, вице-президенту, Ярыгину Виктору Николаевичу, главному механику, — работникам того же акционерного общества; Воронову Александру Геннадьевичу, главному механику общества с ограниченной ответственностью «Балтийские магистральные нефтепроводы», Поспелову Александру Андреевичу, главному инженеру того же общества; Медведеву Михаилу Евгеньевичу, заместителю генерального директора акционерного общества «Институт по проектированию магистральных трубопроводов»; Некрасову Владимиру Александровичу, начальнику лаборатории федерального государственного унитарного предприятия "Производственное объединение «Северное машиностроительное предприятие»; Хангильдину Вадиму Гиндулловичу (посмертно) | за создание и внедрение комплекса виброизолирующей компенсирующей системы для повышения надежности и ресурса насосных агрегатов в топливно-энергетическом комплексе                                                                               |
| 12.   | Лаврику Александру Никитовичу, директору по производственным вопросам акционерного общества «Западно-Сибирский металлургический комбинат», руководителю работы, Глушкову Михаилу Павловичу, ведущему специалисту, Лебошкину Борису Михайловичу, кандидату технических наук, начальнику производства, Полторацкому Леониду Михайловичу, кандидату технических наук, начальнику управления, Чинокалову Валерию Яковлевичу, кандидату технических наук, начальнику лаборатории, Шадрину Владимиру Николаевичу, главному технологу производства, — работникам того же акционерного общества; Базайкину Владимиру Ильичу, доктору технических наук, Громову Виктору Евгеньевичу, доктору физико-математических наук, заведующим кафедрами государственного образовательного учреждения высшего профессионального образования «Сибирский государственный индустриальный университет», Кулагину Николаю Михайловичу, кандидату технических наук, ректору, Целлермаеру Владимиру Яковлевичу, доктору технических наук, проректору, — работникам того же учреждения; Колпакову Серафиму Васильевичу, доктору технических наук, президенту общественной организации «Международный союз металлургов»; Лаврищеву Владимиру Михайловичу, начальнику отдела Министерства промышленности и энергетики Российской Федерации; Нестерову Владимиру Андреевичу, главе Солнечногорского района Московской области; Петкову Георги Костову, доктору технических наук, бывшему заместителю генерального директора совместного российско-болгарского предприятия «Экомет»; Покачко Николаю Васильевичу, заместителю генерального директора общества с ограниченной ответственностью «Метизы Урала» | за создание и внедрение новой бескислотной технологии производства холоднотянутого проката |
| 13.   | Москаленко Владимиру Анатольевичу, кандидату технических наук, директору по качеству общества с ограниченной ответственностью «Уральская сталь», Степашину Андрею Михайловичу, кандидату технических наук, начальнику управления того же общества; Кокоте Ивану Ивановичу, генеральному директору акционерного общества «Мостостройиндустрия»; Кобелеву Владимиру Андреевичу, кандидату технических наук, заведующему отделом акционерного общества «Уральский институт металлов», Спирину Сергею Андреевичу, заведующему лабораторией того же акционерного общества; Кулику Дмитрию Владимировичу, кандидату технических наук, техническому директору акционерного общества "Ассоциация «Сталькон»; Морозову Юрию Дмитриевичу, кандидату технических наук, директору Центра сталей для труб и строительных конструкций федерального государственного унитарного предприятия «Центральный научно-исследовательский институт чёрной металлургии имени И. П. Бардина», Эфрону Леониду Иосифовичу, доктору технических наук, заместителю директора того же центра; Одесскому Павлу Дмитриевичу, доктору технических наук, главному научному сотруднику государственного унитарного предприятия «Центральный научно-исследовательский институт строительных конструкций имени В. А. Кучеренко»; Пемову Игорю Феликсовичу, ведущему научному сотруднику Азовской научно-производственной ассоциации; Платонову Александру Сергеевичу, кандидату технических наук, директору научно-исследовательского центра «Мосты» — филиала акционерного общества «Научно-исследовательский институт транспортного строительства»; Шабалову Ивану Павловичу, кандидату технических наук, генеральному директору общества с ограниченной ответственностью «Инжпромтехстрой», Шафигину Загиру Кирилловичу, кандидату технических наук, заместителю генерального директора того же общества; Ларионову Владимиру Петровичу, академику (посмертно) | за разработку сталей нового поколения с использованием природнолегированных руд Халиловского месторождения для ответственных металлоконструкций в мостостроении, строительстве, машиностроении и внедрение комплексной технологии их производства |
| 14.   | Носову Алексею Дмитриевичу, директору общества с ограниченной ответственностью "Управляющая компания «ММК — Метиз», руководителю работы; Андрияшину Владимиру Петровичу, исполнительному директору общества с ограниченной ответственностью "Фирма «Дата — центр», Гайнанову Дамиру Насибулловичу, кандидату технических наук, директору того же общества; Бодяеву Юрию Алексеевичу, техническому директору — главному инженеру акционерного общества «Магнитогорский металлургический комбинат», Корнееву Виктору Михайловичу, главному металлургу, Лисичкиной Клавдии Андреевне, начальнику отдела, Лукьянову Виктору Петровичу, заместителю главного энергетика, — работникам того же акционерного общества; Бусыгину Владимиру Викторовичу, руководителю группы общества с ограниченной ответственностью «Уралмаш — металлургическое оборудование», Шалаеву Георгию Алексеевичу, генеральному директору того же общества; Вдовину Константину Николаевичу, доктору технических наук, проректору государственного образовательного учреждения высшего профессионального образования «Магнитогорский государственный технический университет имени Г. И. Носова»; Малышеву Дмитрию Сергеевичу, первому заместителю директора акционерного общества «Техноап»; Овчинникову Александру Александровичу, первому заместителю генерального директора акционерного общества «Магнитогорский институт по проектированию металлургических заводов»; Сумину Петру Ивановичу, губернатору Челябинской области | за создание и внедрение нового поколения отечественной машины непрерывного литья заготовок производительностью свыше трех миллионов тонн литой заготовки мирового уровня качества                                                                 |
| 15.   | Васину Сергею Александровичу, доктору технических наук, проректору государственного образовательного учреждения высшего профессионального образования «Тульский государственный университет», руководителю работы, Анцеву Виталию Юрьевичу, Панарину Владимиру Михайловичу, докторам технических наук, профессорам, Васину Леониду Александровичу, Иноземцеву Александру Николаевичу, докторам технических наук, заведующим кафедрами, -работникам того же учреждения; Воронцову Владимиру Борисовичу, начальнику управления — главному конструктору акционерного общества «Алексинский завод тяжелой промышленной арматуры», Долгову Виталию Васильевичу, главному инженеру, Панченко Игорю Владимировичу, генеральному директору, Сандгартену Льву Михайловичу, кандидату технических наук, коммерческому директору — заместителю генерального директора, — работникам того же акционерного общества; Голенкову Вячеславу Александровичу, доктору технических наук, ректору государственного образовательного учреждения высшего профессионального образования «Орловский государственный технический университет»; Гречишникову Владимиру Андреевичу, доктору технических наук, заведующему кафедрой государственного образовательного учреждения высшего профессионального образования "Московский государственный технологический университет «Станкин»; Демихову Константину Евгеньевичу, доктору технических наук, первому проректору государственного образовательного учреждения «Московский государственный технический университет имени Н. Э. Баумана», Федорову Игорю Борисовичу, доктору технических наук, ректору того же учреждения; Денисову Евгению Петровичу, генеральному директору общества с ограниченной ответственностью «Щекинский завод РТО»; Соколовскому Виктору Владимировичу, доктору экономических наук, члену Совета Федерации Федерального Собрания Российской Федерации | за создание информационно-интегрированного научно-учебно-производственного комплекса для массового изготовления узлов трубопроводного транспорта                                                                                                  |
| 16.   | Орлову Олегу Павловичу, доктору технических наук, заместителю директора федерального государственного унитарного предприятия «Центральный научно-исследовательский институт имени академика А. Н. Крылова», руководителю работы, Кучину Николаю Леонидовичу, кандидату физико-математических наук, начальнику лаборатории, Попкову Константину Константиновичу, доктору технических наук, начальнику сектора, Рубанову Станиславу Михайловичу, доктору технических наук, заместителю начальника отделения, Четыркину Александру Никитичу, начальнику отдела, — работникам того же предприятия; Артемову Петру Васильевичу, начальнику бюро акционерного общества «Амурский судостроительный завод», Копейкину Вячеславу Михайловичу, заместителю начальника цеха того же акционерного общества; Бархударову Николаю Зиятовичу, заместителю главного технолога федерального государственного унитарного предприятия "Дальневосточный завод «Звезда», Киселеву Александру Михайловичу, начальнику управления, Лобанову Дмитрию Ивановичу, начальнику цеха, — работникам того же предприятия; Беляничеву Валерию Борисовичу, главному конструктору проектов акционерного общества "Конструкторское бюро по проектированию судов «Вымпел», Шаталову Вячеславу Валентиновичу, генеральному директору — главному конструктору того же акционерного общества; Блехеру Александру Яковлевичу, кандидату биологических наук, начальнику отдела государственного унитарного предприятия «Научно-исследовательский институт промышленной и морской медицины»; Кондакову Вячеславу Николаевичу, директору общества с ограниченной ответственностью "Амурский судостроительный завод — «Шельф» | за комплекс научно-исследовательских, проектных, технологических и монтажно-строительных работ, обеспечивших создание и ввод в промышленную эксплуатацию уникального специализированного судна атомно-технологического обслуживания               |
| 17.   | Радчику Игорю Иосифовичу, генеральному директору общества с ограниченной ответственностью «ДИАМЕХ 2000», руководителю работы, Герасимову Василию Викторовичу, Сутормину Константину Ивановичу, руководителям секторов, Константинову Сергею Анатольевичу, Якутину Константину Константиновичу, начальникам отделов, Синякову Дмитрию Борисовичу, ведущему инженеру-конструктору, Попову Виктору Александровичу, кандидату технических наук, главному конструктору, Тараканову Вячеславу Михайловичу, главному инженеру, — работникам того же общества; Бауер Валентине Оттовне, доктору технических наук, ведущему научному сотруднику федерального государственного унитарного предприятия «Центральный институт авиационного моторостроения имени П. И. Баранова»; Воронину Валерию Николаевичу, заместителю генерального директора общества с ограниченной ответственностью «Севергазпром», Райнову Борису Михайловичу, начальнику инженерно-технического центра того же общества; Завальному Павлу Николаевичу, кандидату технических наук, генеральному директору общества с ограниченной ответственностью «Тюментрансгаз», Штро Анатолию Николаевичу, начальнику участка Краснотурьинского производственно-технического управления по ремонту и наладке технологического оборудования «Тюментрансгазремонт» того же общества; Урьеву Евгению Вениаминовичу, доктору технических наук, профессору государственного образовательного учреждения высшего профессионального образования «Уральский государственный технический университет — УПИ»; Чуйко Виктору Михайловичу, доктору технических наук, президенту — генеральному директору ассоциации «Союз авиационного двигателестроения» | за разработку, производство и внедрение в эксплуатацию балансировочных станков нового поколения |
| 18.   | Ваксману Максу Айзиковичу, генеральному директору акционерного общества «Щербинский лифтостроительный завод», Ганкевичу Ежи-Яну Юзефовичу, техническому директору, Ковалеву Сергею Петровичу, первому заместителю генерального директора, Радину Юрию Владимировичу, кандидату технических наук, директору по качеству, — работникам того же акционерного общества; Горчилину Сергею Николаевичу, заместителю главного технолога акционерного общества «Красногорский завод имени С. А. Зверева», Жигуличу Валерию Петровичу, заместителю генерального директора того же акционерного общества; Демину Юрию Николаевичу, генеральному директору общества с ограниченной ответственностью «Евролифт», Лагуненко Юрию Михайловичу, Семячкину Александру Николаевичу, Страхову Александру Михайловичу, главным специалистам, Чуватову Анатолию Борисовичу, директору производственно-технического центра, — работникам того же общества; Золкину Анатолию Алексеевичу, генеральному директору московского государственного унитарного предприятия «Мослифт», Орлову Анатолию Андреевичу, Рожкову Алексею Александровичу, заместителям генерального директора, Паршину Алексею Всеволодовичу, начальнику управления, — работникам того же предприятия | за создание высоконадежных и энергосберегающих пассажирских лифтов повышенной комфортности нового поколения с распределенной микропроцессорной системой управления для зданий различного назначения                                               |
| 19.   | Венкову Валерию Васильевичу, кандидату технических наук, генеральному директору акционерного общества "Судостроительный завод «Северная верфь», Васько Феликсу Витальевичу, начальнику отдела, Вейнбрину Якову Исаевичу, главному сварщику, — работникам того же акционерного общества; Аникееву Сергею Дмитриевичу, доктору экономических наук, бывшему заместителю генерального директора Российского агентства по судостроению; Григорьянцу Александру Григорьевичу, доктору технических наук, заведующему кафедрой государственного образовательного учреждения «Московский государственный технический университет имени Н. Э. Баумана»; Гусельникову Юрию Михайловичу, ведущему инженеру-технологу федерального государственного унитарного предприятия «Центральный научно-исследовательский институт технологии судостроения», Ибрагимову Евгению Хасановичу, главному конструктору, Кириллову Вячеславу Федоровичу, начальнику сектора, — работникам того же предприятия; Деманову Владимиру Андреевичу, начальнику опытного производства федерального государственного унитарного предприятия «Всероссийский научно-исследовательский и конструкторский институт автогенного машиностроения», Никифорову Николаю Ивановичу, доктору технических наук, директору того же предприятия; Нилову Юрию Борисовичу, председателю производственного кооператива «Спектр Плюс», Ружанскому Сергею Николаевичу, главному специалисту того же кооператива; Сорокину Николаю Тимофеевичу, кандидату экономических наук, заместителю директора департамента Министерства промышленности и энергетики Российской Федерации; Степанову Александру Александровичу, техническому директору — главному инженеру акционерного общества «Северсталь»; Сухинину Геннадию Константиновичу, кандидату технических наук (посмертно) | за создание и внедрение в судостроении, металлургии и машиностроении автоматизированных производственных комплексов для высокоэффективных технологических процессов термической резки                                                             |
| 20.   | Козлову Александру Александровичу, кандидату технических наук, заместителю главного инженера федерального государственного унитарного предприятия «Ангарский электролизный химический комбинат», руководителю работы, Шопену Виктору Пантелеймоновичу, генеральному директору, Богдан-Курило Владимиру Даниловичу, начальнику специального конструкторского технологического бюро, Карпову Юрию Михайловичу, заместителю начальника того же бюро, Быргазову Сергею Витальевичу, руководителю группы, Слащеву Виктору Петровичу, заместителю начальника отдела, — работникам того же предприятия; Кочеткову Олегу Анатольевичу, кандидату технических наук, заместителю директора государственного научного центра Российской Федерации — государственного унитарного предприятия «Государственный научный центр — Институт биофизики»; Лебедеву Владимиру Николаевичу, доктору физико-математических наук, главному научному сотруднику государственного научного центра Российской Федерации — федерального государственного унитарного предприятия «Государственный научный центр Российской Федерации — Институт физики высоких энергий», Санникову Александру Бенедиктовичу, старшему научному сотруднику, Серебрякову Борису Александровичу, главному инженеру, — работникам того же центра; Мироненко Сергею Николаевичу, кандидату технических наук, главному инженеру федерального государственного унитарного предприятия "Иркутский специализированный комбинат радиационной безопасности «Радон»; Непомнящих Александру Иосифовичу, доктору физико-математических наук, заместителю директора государственного учреждения «Институт геохимии имени А. П. Виноградова» Сибирского отделения Российской академии наук, Раджабову Евгению Александровичу, доктору физико-математических наук, главному научному сотруднику того же учреждения; Панфилову Александру Павловичу, кандидату технических наук, заместителю начальника управления Федерального агентства по атомной энергии | за разработку научных и практических основ создания и организацию серийного производства комплекса средств термолюминесцентной дозиметрии внешнего облучения персонала и населения                                                                |
| 21.   | Михайлову Владимиру Сергеевичу, кандидату технических наук, первому заместителю генерального директора акционерного общества "Международная космическая компания «Космотрас», руководителю работы, Андрющенко Валерию Владимировичу, начальнику отдела того же акционерного общества; Андрееву Юрию Александровичу, начальнику отдела — заместителю начальника управления Федерального космического агентства, Перминову Анатолию Николаевичу, кандидату технических наук, руководителю Федерального космического агентства; Василенко Владимиру Васильевичу, доктору технических наук, генерал-майору, начальнику федерального государственного унитарного предприятия «4 Центральный научно-исследовательский институт Министерства обороны Российской Федерации»; Златкину Юрию Михайловичу, кандидату технических наук, генеральному директору научно-производственного предприятия «Хартрон — Аркос»; Ковалеву Александру Павловичу, доктору технических наук, генерал-лейтенанту, начальнику государственного образовательного учреждения высшего профессионального образования «Военно-космическая академия имени А. Ф. Можайского»; Конюхову Станиславу Николаевичу, академику Национальной академии наук Украины, генеральному конструктору — генеральному директору государственного конструкторского бюро «Южное» имени М. К. Янгеля, Усу Станиславу Ивановичу, главному конструктору направления того же бюро; Короткову Александру Сергеевичу, главному инженеру государственного предприятия "Производственное объединение «Южный машиностроительный завод имени А. М. Макарова»; Лопатину Александру Петровичу, генерал-майору, заместителю командующего Космическими войсками — начальнику управления Министерства обороны Российской Федерации; Негоде Александру Алексеевичу, доктору технических наук, генеральному директору Национального космического агентства Украины; Осадченко Александру Сергеевичу, кандидату технических наук, заместителю начальника отделения федерального государственного унитарного предприятия «Центральный научно-исследовательский институт машиностроения»; Соловцову Николаю Евгеньевичу, доктору военных наук, генерал-полковнику, командующему Ракетными войсками стратегического назначения; Усенкову Артуру Владимировичу, генеральному директору акционерного общества "Корпорация «Рособщемаш» | за создание ракетно-космической системы на базе стратегических ракет РС-20 для запуска космических аппаратов (программа «Днепр») |
| 22.   | Финкельштейну Андрею Михайловичу, члену-корреспонденту Российской академии наук, директору государственного учреждения «Институт прикладной астрономии» Российской академии наук, руководителю работы, Ипатову Александру Васильевичу, доктору технических наук, Смоленцеву Сергею Георгиевичу, кандидату технических наук, заместителям директора, Кайдановскому Михаилу Наумовичу, Кольцову Николаю Ефимовичу, докторам технических наук, заведующим лабораториями, Коркину Эдуарду Исааковичу, кандидату технических наук, главному конструктору, Рахимову Исмаилу Ахмедовичу, доктору физико-математических наук, заведующему отделом, — работникам того же учреждения; Бирюкову Геннадию Павловичу, доктору технических наук, генеральному директору — генеральному конструктору федерального государственного унитарного предприятия «Конструкторское бюро транспортного машиностроения»; Ефимову Виктору Давидовичу, консультанту акционерного общества «Тяжмаш», Пантелееву Владимиру Александровичу, кандидату экономических наук, генеральному директору того же акционерного общества; Калинину Игорю Алексеевичу, директору федерального государственного унитарного предприятия «Санкт-Петербургское отделение Головного проектного и научно-исследовательского института Российской академии наук»; Олифирову Валерию Григорьевичу, директору государственного учреждения «Санкт-Петербургская дирекция по строительству объектов Российской академии наук»; Поляку Виктору Самуйловичу, доктору технических наук, главному специалисту акционерного общества «Центральный научно-исследовательский и проектный институт строительных металлоконструкций имени Н. П. Мельникова»; Фридлянову Владимиру Николаевичу, доктору экономических наук, заместителю Министра образования и науки Российской Федерации; Стоцкому Александру Александровичу, доктору физико-математических наук (посмертно) | за создание многоволнового радиотелескопа нового поколения для космических исследований |
| 23.   | Щелыкалову Юрию Яковлевичу, доктору технических наук, проректору государственного образовательного учреждения высшего профессионального образования «Ивановский государственный энергетический университет имени В. И. Ленина», руководителю работы, Аврамчуку Александру Зотьевичу, ведущему инженеру-конструктору того же учреждения; Алексееву Сергею Владимировичу, кандидату технических наук, заместителю начальника отдела федерального государственного унитарного предприятия «Научно-производственное объединение имени С. А. Лавочкина», Ярошу Владимиру Митрофановичу, кандидату технических наук, начальнику сектора того же предприятия; Батъкову Анатолию Алексеевичу, кандидату технических наук, главному инженеру федерального государственного унитарного предприятия "Научно-производственное объединение «Техномаш»; Броновцу Марату Александровичу, кандидату технических наук, ведущему научному сотруднику государственного учреждения «Институт проблем механики» Российской академии наук; Горкунову Эдуарду Степановичу, члену-корреспонденту Российской академии наук, директору государственного некоммерческого научно-исследовательского учреждения «Институт машиноведения Уральского отделения Российской академии наук»; Лекомцеву Георгию Анатольевичу, ведущему инженеру-конструктору федерального государственного унитарного предприятия "Государственный научно-производственный ракетно-космический центр «ЦСКБ — Прогресс»; Лысенкову Сергею Германовичу, начальнику отдела федерального государственного унитарного предприятия "Специальное конструкторско-технологическое бюро «Полюс», Михалеву Юрию Олеговичу, доктору технических наук, директору — главному конструктору того же предприятия; Мышкину Николаю Константиновичу, доктору технических наук, директору государственного научного учреждения «Институт механики металлополимерных систем имени В. А. Белого Национальной академии наук Беларуси»; Сизову Александру Павловичу, доктору технических наук, заведующему кафедрой федерального государственного образовательного учреждения высшего профессионального образования «Ивановская государственная сельскохозяйственная академия»; Орлову Дмитрию Васильевичу, доктору технических наук (посмертно) | за исследование, разработку, освоение производства и применение магнитоуправляемых наножидкостей и новых электромеханических устройств на их основе                                                                                               |
| 24.   | Дебердееву Рустаму Якубовичу, доктору технических наук, заведующему кафедрой государственного образовательного учреждения высшего профессионального образования «Казанский государственный технологический университет», Дьяконову Герману Сергеевичу, доктору химических наук, проректору того же учреждения; Берлину Александру Александровичу, академику, директору государственного учреждения «Институт химической физики имени Н. Н. Семенова» Российской академии наук; Бусыгину Владимиру Михайловичу, генеральному директору акционерного общества «Нижнекамскнефтехим», Шияпову Равилю Тагировичу, директору завода бутилкаучука того же акционерного общества; Вильданову Азату Фаридовичу, доктору технических наук, заведующему лабораторией государственного унитарного предприятия «Всероссийский научно-исследовательский институт углеводородного сырья», Мазгарову Ахмету Мазгаровичу, доктору технических наук, директору того же предприятия; Дмитриеву Юрию Константиновичу, кандидату технических наук, главному инженеру акционерного общества «Каустик»; Захарову Вадиму Петровичу, Ивановой Светлане Романовне, докторам химических наук, профессорам государственного образовательного учреждения высшего профессионального образования «Башкирский государственный университет»; Колбановскому Юлию Абрамовичу, доктору химических наук, главному научному сотруднику государственного учреждения «Институт нефтехимического синтеза имени А. В. Топчиева» Российской академии наук, Платэ Николаю Альфредовичу, академику, директору того же учреждения; Монакову Юрию Борисовичу, академику, заведующему лабораторией государственного учреждения «Институт органической химии» Уфимского научного центра Российской академии наук; Петрову Сергею Константиновичу, кандидату технических наук, генеральному директору акционерного общества «Приморский научно-технический центр» Ракетно-космической корпорации «Энергия» имени С. П. Королева; Минскеру Карлу Самойловичу, доктору химических наук (посмертно) | за разработку и промышленное применение новых технологий быстрых химических процессов в турбулентном режиме |
| 25.   | Барышникову Анатолию Юрьевичу, доктору медицинских наук, директору Научно-исследовательского института экспериментальной терапии и диагностики опухолей — заместителю директора государственного учреждения «Российский онкологический научный центр имени Н. Н. Блохина» Российской академии медицинских наук, руководителю работы, Волкову Сергею Михайловичу, кандидату медицинских наук, старшему научному сотруднику, Демидову Льву Вадимовичу, доктору медицинских наук, заведующему отделением, Иванову Павлу Константиновичу, Киселевскому Михаилу Валентиновичу, докторам медицинских наук, заведующим лабораториями, Кадагидзе Заире Григорьевне, доктору медицинских наук, заведующей отделом, Кедровой Анне Генриховне, Славиной Елене Григорьевне, докторам медицинских наук, ведущим научным сотрудникам, — работникам того же учреждения; Гнучеву Николаю Васильевичу, члену-корреспонденту Российской академии наук, заместителю директора государственного учреждения «Институт биологии гена» Российской академии наук, Киселеву Сергею Львовичу, доктору биологических наук, заведующему лабораторией того же учреждения; Михайловой Августе Алексеевне, доктору биологических наук, заведующей лабораторией государственного учреждения «Институт биоорганической химии имени академиков М. М. Шемякина и Ю. А. Овчинникова» Российской академии наук, Фониной Ларисе Алексеевне, кандидату химических наук, ведущему научному сотруднику того же учреждения; Моисеенко Владимиру Михайловичу, доктору медицинских наук, заместителю директора государственного учреждения науки «Научно-исследовательский институт онкологии имени профессора Н. Н. Петрова», Хансону Кайдо Пауловичу, академику Российской академии медицинских наук, директору того же учреждения; Нормантовичу Вячеславу Александровичу, доктору медицинских наук (посмертно) | за цикл экспериментальных и клинических исследований в области биотерапии и иммунодиагностики злокачественных новообразований |
| 26.   | Алексееву Михаилу Ивановичу, члену-корреспонденту Российской академии архитектуры и строительных наук, заведующему кафедрой государственного образовательного учреждения высшего профессионального образования «Санкт-Петербургский государственный архитектурно-строительный университет», Курганову Анатолию Матвеевичу, Мишукову Борису Григорьевичу, докторам технических наук, профессорам того же учреждения; Глущенковой Галине Феофановне, главному инженеру государственного унитарного предприятия «Центр исследования и контроля воды»; Ермолину Юрию Александровичу, доктору технических наук, профессору государственного образовательного учреждения высшего профессионального образования «Московский государственный университет путей сообщения»; Жукову Николаю Николаевичу, президенту некоммерческой организации «Российская ассоциация водоснабжения и водоотведения»; Лезнову Борису Семеновичу, доктору технических наук, заведующему отделом государственного научного центра Российской Федерации — федерального государственного унитарного предприятия "Комплексный научно-исследовательский и конструкторско-технологический институт водоснабжения, канализации, гидротехнических сооружений и инженерной гидрогеологии «НИИ ВОДГЕО»; Павлиновой Ирине Игоревне, кандидату технических наук, заведующей кафедрой государственного образовательного учреждения высшего профессионального образования «Московский институт коммунального хозяйства и строительства»; Подковырову Виктору Петровичу, первому заместителю генерального директора — главному инженеру московского государственного унитарного предприятия «Мосводоканал»; Сомову Михаилу Александровичу, кандидату технических наук, заведующему кафедрой государственного образовательного учреждения высшего профессионального образования «Московский государственный строительный университет»; Стрелкову Александру Кузьмичу, доктору технических наук, заведующему кафедрой государственного образовательного учреждения высшего профессионального образования «Самарская государственная архитектурно-строительная академия»; Трегубенко Надежде Степановне, кандидату технических наук, главному научному сотруднику государственного учреждения «Научно-исследовательский институт строительной физики» Российской академии архитектуры и строительных наук | за комплекс работ по повышению эффективности коммунальных систем водоснабжения и водоотведения крупных городов |
| 27.   | Феткуллину Рифату Сямулловичу, генеральному директору акционерного общества «Жилстрой», руководителю работы, Данилушкину Михаилу Константиновичу, кандидату экономических наук, Лазаревой Ирине Викторовне, первым заместителям генерального директора, Кривуце Олегу Юрьевичу, главному механику, Селезневу Дмитрию Евгеньевичу, заместителю генерального директора, Серёгиной Маргарите Олеговне, заместителю начальника отдела, — работникам того же акционерного общества; Абарыкову Валерию Павловичу, кандидату технических наук, начальнику управления Министерства строительного комплекса Московской области, Серёгину Евгению Викторовичу, кандидату экономических наук, министру строительства правительства Московской области; Боровских Александру Васильевичу, кандидату технических наук, помощнику депутата Московской городской Думы; Бруссеру Марку Израилевичу, кандидату технических наук, ведущему научному сотруднику государственного унитарного предприятия «Научно-исследовательский проектно-конструкторский и технологический институт бетона и железобетона», Мухамедиеву Тахиру Абдурахмановичу, доктору технических наук, заместителю директора того же предприятия; Горностаеву Александру Васильевичу, заместителю председателя правительства Московской области; Доркину Виктору Ивановичу, главе г. Дзержинского (Московская область); Назаренко Виталию Григорьевичу, доктору технических наук, профессору государственного образовательного учреждения высшего профессионального образования «Московский институт коммунального хозяйства и строительства»; Острецову Валерию Митрофановичу, первому заместителю генерального директора — исполнительному директору по производственной деятельности акционерного общества «Центральный научно-исследовательский и проектный институт жилых и общественных зданий» | за разработку и освоение прогрессивной технологии строительства жилых домов из монолитного железобетона |
| 28.   | Лебедеву Валерию Павловичу, доктору медицинских наук, заведующему сектором государственного учреждения «Институт физиологии имени И. П. Павлова» Российской академии наук, руководителю работы, Малыгину Александру Вячеславовичу, младшему научному сотруднику того же учреждения; Герасимовой Ларисе Ивановне, доктору медицинских наук, главному научному сотруднику государственного учреждения здравоохранения г. Москвы «Научно-исследовательский институт скорой помощи имени Н. В. Склифосовского»; Гриненко Александру Яковлевичу, члену-корреспонденту Российской академии медицинских наук, председателю Комитета по здравоохранению Ленинградской области; Каде Азамату Халидовичу, доктору медицинских наук, заведующему кафедрой государственного образовательного учреждения высшего профессионального образования «Кубанская государственная медицинская академия»; Крупицкому Евгению Михайловичу, доктору медицинских наук, заведующему лабораторией государственного образовательного учреждения высшего профессионального образования «Санкт-Петербургский государственный медицинский университет имени академика И. П. Павлова», Сорокоумову Виктору Александровичу, доктору медицинских наук, профессору того же учреждения; Цирульникову Ефиму Михайловичу, кандидату медицинских наук, ведущему научному сотруднику государственного учреждения «Институт эволюционной физиологии и биохимии имени И. М. Сеченова» Российской академии наук | за научную разработку метода и аппаратуры для транскраниальной электростимуляции защитных механизмов мозга и их внедрение в широкую лечебную практику                                                                                             |
| 29.   | Ушакову Игорю Борисовичу, члену-корреспонденту Российской академии наук, члену-корреспонденту Российской академии медицинских наук, начальнику федерального государственного унитарного предприятия «Государственный научно-исследовательский испытательный институт военной медицины», руководителю работы, Бедненко Виктору Степановичу, доктору биологических наук, Вороне Александру Александровичу, доктору медицинских наук, заместителям начальника, Кукушкину Юрию Александровичу, доктору технических наук, ведущему научному сотруднику, Пономаренко Владимиру Александровичу, академику Российской академии образования, главному научному сотруднику, — работникам того же предприятия; Бобровницкому Игорю Петровичу, доктору медицинских наук, заместителю директора государственного учреждения науки «Российский научный центр восстановительной медицины и курортологии», Разумову Александру Николаевичу, академику Российской академии медицинских наук, директору того же учреждения; Гончарову Сергею Федоровичу, доктору медицинских наук, директору государственного учреждения "Всероссийский центр медицины катастроф «Защита», Преображенскому Виктору Николаевичу, доктору медицинских наук, заместителю директора того же учреждения; Гридину Леониду Александровичу, доктору медицинских наук, Зилову Вадиму Георгиевичу, академику Российской академии медицинских наук, заведующим кафедрами государственного образовательного учреждения высшего профессионального образования «Московская медицинская академия имени И. М. Сеченова», Чижу Ивану Михайловичу, члену-корреспонденту Российской академии медицинских наук, проректору того же учреждения; Лапину Алексею Юрьевичу, доктору медицинских наук, начальнику Военно-медицинского управления Федеральной службы безопасности Российской Федерации; Михееву Николаю Михайловичу, начальнику главного управления Управления делами Президента Российской Федерации; Турзину Петру Степановичу, доктору медицинских наук, заместителю директора федерального государственного учреждения «Учебно-научный центр Медицинского центра Управления делами Президента Российской Федерации» | за разработку и внедрение в практику формирования и сохранения здоровья лиц опасных профессий и населения новых технологий экстремальной, авиакосмической и восстановительной медицины                                                            |
| 30.   | Загороднему Николаю Васильевичу, доктору медицинских наук, заведующему кафедрой государственного образовательного учреждения высшего профессионального образования «Российский университет дружбы народов», Доценко Владимиру Валентиновичу, кандидату медицинских наук, доценту, Шевченко Сергею Борисовичу, доктору медицинских наук, профессору, — работникам того же учреждения; Безрукову Владимиру Максимовичу, члену-корреспонденту Российской академии медицинских наук, профессору государственного учреждения «Центральный научно-исследовательский институт стоматологии», Рогинскому Виталию Владиславовичу, доктору медицинских наук, заведующему отделением, Семкину Василию Александровичу, доктору медицинских наук, врачу, — работникам того же учреждения; Голухову Георгию Натановичу, члену-корреспонденту Российской академии медицинских наук, главному врачу государственного учреждения здравоохранения г. Москвы «Городская клиническая больница N 31»; Жусеву Андрею Ивановичу, кандидату медицинских наук, руководителю Центра стоматологической имплантации государственного учреждения здравоохранения г. Москвы «Городская стоматологическая поликлиника N 12», Робустовой Татьяне Григорьевне, доктору медицинских наук, главному консультанту того же центра; Козлову Евгению Николаевичу, техническому директору общества с ограниченной ответственностью «Конмет», Тетюхину Дмитрию Владиславовичу, генеральному директору того же общества; Оноприенко Геннадию Алексеевичу, члену-корреспонденту Российской академии медицинских наук, директору государственного учреждения «Московский областной научно-исследовательский клинический институт имени М. Ф. Владимирского» | за создание и широкое внедрение в медицинскую практику высокоэффективных имплантируемых конструкций из титана |
| 31.   | Богачеву Вадиму Юрьевичу, Каралкину Анатолию Васильевичу, докторам медицинских наук, главным научным сотрудникам государственного образовательного учреждения высшего профессионального образования «Российский государственный медицинский университет», Кириенко Александру Ивановичу, члену-корреспонденту Российской академии медицинских наук, Матюшенко Алексею Адамовичу, доктору медицинских наук, профессорам, Чадаеву Алексею Павловичу, доктору медицинских наук, заведующему кафедрой, — работникам того же учреждения; Васюткову Вячеславу Яковлевичу, доктору медицинских наук, заведующему кафедрой государственного образовательного учреждения высшего профессионального образования «Тверская государственная медицинская академия»; Гервазиеву Виктору Борисовичу, доктору медицинских наук, профессору государственного образовательного учреждения высшего профессионального образования «Алтайский государственный медицинский университет»; Григоряну Рафаэлю Азатовичу, доктору медицинских наук, заведующему отделением государственного учреждения здравоохранения г. Москвы «Городская клиническая больница N 1 имени Н. И. Пирогова»; Дану Василию Нуцовичу, доктору медицинских наук, главному научному сотруднику государственного учреждения «Институт хирургии имени А. В. Вишневского» Российской академии медицинских наук, Покровскому Анатолию Владимировичу, академику Российской академии медицинских наук, руководителю отделения того же учреждения; Макаровой Нине Петровне, доктору медицинских наук, заведующей кафедрой государственного образовательного учреждения высшего профессионального образования «Уральская государственная медицинская академия»; Новикову Юрию Васильевичу, академику Российской академии медицинских наук, ректору государственного образовательного учреждения высшего профессионального образования «Ярославская государственная медицинская академия»; Стойко Юрию Михайловичу, доктору медицинских наук, главному хирургу государственного учреждения «Национальный медико-хирургический центр имени Н. И. Пирогова»; Швальбу Павлу Григорьевичу, доктору медицинских наук, профессору государственного образовательного учреждения высшего профессионального образования «Рязанский государственный медицинский университет имени академика И. П. Павлова» | за разработку и внедрение в клиническую практику новых технологий диагностики и лечения заболеваний венозной системы с целью оздоровления населения России                                                                                        |
| 32.   | Горлову Ивану Федоровичу, члену-корреспонденту Российской академии сельскохозяйственных наук, директору государственного учреждения «Волгоградский научно-исследовательский технологический институт мясо-молочного скотоводства и переработки продукции животноводства» Российской академии сельскохозяйственных наук, руководителю работы, Доскочу Ярославу Евстафьевичу, кандидату биологических наук, заведующему лабораторией, Осадченко Ивану Михайловичу, доктору химических наук, ведущему научному сотруднику, Ранделину Александру Васильевичу, доктору сельскохозяйственных наук, Филатову Александру Сергеевичу, кандидату сельскохозяйственных наук, заместителям директора, — работникам того же учреждения; Жаринову Александру Ивановичу, доктору технических наук, заведующему кафедрой государственного образовательного учреждения высшего профессионального образования «Московский государственный университет прикладной биотехнологии»; Дмитриенко Николаю Васильевичу, кандидату медицинских наук, заместителю директора общества с ограниченной ответственностью "Научно-медицинская фирма «Медифарм»; Левахину Владимиру Ивановичу, доктору биологических наук, первому заместителю директора государственного научного учреждения «Всероссийский научно-исследовательский институт мясного скотоводства» Российской академии сельскохозяйственных наук; Лисицыну Александру Николаевичу, кандидату технических наук, директору государственного научного учреждения «Всероссийский научно-исследовательский институт жиров» Российской академии сельскохозяйственных наук; Нелепову Юрию Николаевичу, доктору технических наук, генеральному директору общества с ограниченной ответственностью «Пирград»; Петрову Владимиру Ивановичу, академику Российской академии медицинских наук, ректору государственного образовательного учреждения высшего профессионального образования «Волгоградский государственный медицинский университет»; Сложенкиной Марине Ивановне, кандидату биологических наук, директору общества с ограниченной ответственностью "Научно-внедренческий центр «Новые биотехнологии», Советкину Дмитрию Станиславовичу, фармакологу того же общества; Стрекалову Сергею Дмитриевичу, доктору технических наук, профессору федерального государственного образовательного учреждения высшего профессионального образования «Волгоградская государственная сельскохозяйственная академия»; Чугрееву Михаилу Константиновичу, кандидату сельскохозяйственных наук, директору общества с ограниченной ответственностью "Ярославский научно-исследовательский центр прикладных проблем «Парадокс» | за разработку и внедрение безотходных технологий переработки бахчевых, масличных, бобовых культур, некоторых видов нетрадиционного растительного сырья и производство на их основе биологически полноценных продуктов многоцелевого назначения    |
| 33.   | Извекову Анатолию Семеновичу, доктору сельскохозяйственных наук, заведующему лабораторией государственного научного учреждения «Почвенный институт имени В. В. Докучаева» Российской академии сельскохозяйственных наук, руководителю работы, Булгакову Дмитрию Сергеевичу, доктору сельскохозяйственных наук, заместителю директора, Васильеву Геннадию Ивановичу, кандидату сельскохозяйственных наук, ведущему научному сотруднику, Захаровой Наталье Николаевне, кандидату сельскохозяйственных наук, научному сотруднику, Лисиченко Людмиле Алексеевне, заведующей Армавирским опорным пунктом, — работникам того же учреждения; Жуку Алексею Феодосьевичу, Сизову Олегу Александровичу, кандидатам технических наук, заведующим отделами государственного научного учреждения «Всероссийский научно-исследовательский институт механизации сельского хозяйства» Российской академии сельскохозяйственных наук, Спирину Анатолию Петровичу, доктору сельскохозяйственных наук, главному научному сотруднику того же учреждения; Панину Николаю Ивановичу, кандидату сельскохозяйственных наук, заведующему лабораторией государственного научного учреждения "Северо-Кавказская опытная станция государственного научного учреждения «Всероссийский научно-исследовательский институт механизации сельского хозяйства» Российской академии сельскохозяйственных наук, Пецу Анатолию Карловичу, старшему научному сотруднику того же учреждения; Покровскому Вячеславу Владимировичу, генеральному директору акционерного общества «Волгодизельаппарат»; Полуэктову Евгению Валерьяновичу, доктору сельскохозяйственных наук, заведующему кафедрой федерального государственного образовательного учреждения высшего профессионального образования «Новочеркасская государственная мелиоративная академия»; Пушкину Виталию Владимировичу, кандидату экономических наук, вице-президенту общества с ограниченной ответственностью «Агросоюз юг Руси»; Ревякину Евгению Лукичу, старшему научному сотруднику федерального государственного научного учреждения «[[Российский научно-исследовательский институт информации и технико-экономических исследований по инженерно-техническому обеспечению агропромышленного комплекса]]»; Гортлевскому Анатолию Андреевичу, доктору сельскохозяйственных наук (посмертно) | за разработку и внедрение почвозащитных технологий и комплекса машин для повышения плодородия почв и продуктивности земледелия в зоне Армавирского ветрового коридора Северного Кавказа России                                                    |
| 34.   | Касимову Николаю Сергеевичу, члену-корреспонденту Российской академии наук, декану государственного образовательного учреждения «Московский государственный университет имени М. В. Ломоносова», руководителю работы, Гавриловой Ирине Павловне, кандидату географических наук, старшему научному сотруднику, Тикунову Владимиру Сергеевичу, Чалову Роману Сергеевичу, докторам географических наук, заведующим лабораториями, Январевой Лениане Федоровне, кандидату географических наук, ведущему научному сотруднику, — работникам того же учреждения; Рыбальскому Николаю Григорьевичу, доктору биологических наук, директору автономной некоммерческой организации "Национальное информационное агентство «Природные ресурсы», Белову Сергею Викторовичу, доктору геолого-минералогических наук, Горбатовскому Владимиру Васильевичу, кандидату биологических наук, Думнову Александру Дмитриевичу, кандидату экономических наук, руководителям центров, Ротфельду Игорю Семеновичу, заместителю руководителя центра, Снакину Валерию Викторовичу, доктору биологических наук, первому заместителю директора, — работникам той же организации; Добровольскому Глебу Всеволодовичу, академику, директору некоммерческой организации «Институт почвоведения Московского государственного университета имени М. В. Ломоносова и Российской академии наук»; Исаченко Анатолию Григорьевичу, доктору географических наук, ведущему научному сотруднику Научно-исследовательского института географии государственного образовательного учреждения высшего профессионального образования «Санкт-Петербургский государственный университет»; Хрисанову Владиславу Радомировичу, кандидату географических наук, научному сотруднику государственного учреждения «Институт фундаментальных проблем биологии» Российской академии наук; Евтееву Олегу Александровичу, кандидату географических наук (посмертно) | за разработку экологических и природно-ресурсных атласов России |
| 35.   | Разумееву Константину Эдуардовичу, доктору технических наук, генеральному директору акционерного общества "Научно-производственный комплекс «ЦНИИшерсть», руководителю работы, Логинову Юрию Вячеславовичу, Молокову Владиславу Леонидовичу, кандидату технических наук, исполнительным директорам центров, — работникам того же акционерного общества; Крыловой Нине Петровне, руководителю отдела Тверского филиала государственного образовательного учреждения высшего профессионального образования «Санкт-Петербургский государственный университет технологии и дизайна», Могильному Алексею Николаевичу, доктору технических наук, заведующему кафедрой того же учреждения; Кудрявцевой Тамаре Николаевне, кандидату технических наук, заведующей лабораторией федерального государственного унитарного предприятия «Центральный научно-исследовательский институт комплексной автоматизации легкой промышленности», Маравину Юрию Александровичу, ученому секретарю, Шаповаловой Елене Ивановне, ведущему научному сотруднику, — работникам того же предприятия; Морозу Василию Андреевичу, академику Российской академии сельскохозяйственных наук, профессору федерального государственного образовательного учреждения высшего профессионального образования «Ставропольский государственный аграрный университет»; Оганесяну Киму Аршаковичу, советнику генерального директора акционерного общества "Камвольное объединение «Октябрь», Потапенко Николаю Семеновичу, кандидату экономических наук, генеральному директору того же акционерного общества; Петровскому Анатолию Дмитриевичу, генеральному директору акционерного общества "Тюменская текстильная корпорация «Кросно»; Разбродину Андрею Валентиновичу, президенту общества с ограниченной ответственностью "Торговый дом «Даргез»; Щербакову Виктору Петровичу, доктору технических наук, заведующему кафедрой государственного образовательного учреждения высшего профессионального образования «Московский государственный текстильный университет имени А. Н. Косыгина», Юхину Сергею Семеновичу, доктору технических наук, декану того же учреждения | за разработку и освоение новых технологических комплексов для повышения эффективности производства конкурентоспособных текстильных изделий из отечественного натурального и химического сырья                                                     |
| 36.   | Сажину Борису Степановичу, доктору технических наук, заведующему кафедрой государственного образовательного учреждения высшего профессионального образования «Московский государственный текстильный университет имени А. Н. Косыгина», руководителю работы, Гудиму Леониду Ивановичу, Кочетову Олегу Савельевичу, Тюрину Михаилу Павловичу, докторам технических наук, профессорам, Кошелевой Марии Константиновне, кандидату технических наук, доценту, — работникам того же учреждения; Авдюнину Евгению Геннадьевичу, доктору технических наук, профессору государственного образовательного учреждения высшего профессионального образования «Ивановский государственный энергетический университет имени В. И. Ленина», Капустину Владимиру Петровичу, кандидату технических наук, заведующему лабораторией того же учреждения; Артамонову Николаю Алексеевичу, доктору технических наук, профессору государственного образовательного учреждения высшего профессионального образования «Российский заочный институт текстильной и легкой промышленности», Углову Всеволоду Анатольевичу, кандидату технических наук, ректору того же учреждения; Ермилову Валерию Григорьевичу, генеральному директору акционерного общества «Новая Ивановская мануфактура», Малыгину Алексею Анатольевичу, главному механику того же акционерного общества; Кесояну Геворгу Арутюновичу, кандидату технических наук, генеральному директору акционерного общества «РЕАТЭКС»; Новичкову Александру Ивановичу, генеральному директору акционерного общества «Московский шелк» | за разработку и реализацию комплекса научных основ и технических мероприятий по повышению эффективности и безопасности текстильных производств в современных условиях                                                                             |
| 37.   | Бочкову Николаю Павловичу, академику Российской академии медицинских наук, вице-президенту Российской академии медицинских наук | за учебник «Клиническая генетика» (2001 год) |
| 38.   | Хаитову Рахиму Мусаевичу, академику Российской академии медицинских наук, директору государственного предприятия «Институт иммунологии», Игнатьевой Галине Алексеевне, доктору медицинских наук, ведущему научному сотруднику, Сидоровичу Игорю Георгиевичу, доктору медицинских наук, заведующему отделом, — работникам того же предприятия | за учебник «Иммунология» (2002 год) |
| 39.   | Дворянинову Владиславу Николаевичу, кандидату технических наук, Чугунову Михаилу Васильевичу, начальникам отделов федерального государственного унитарного предприятия «Центральный научно-исследовательский институт точного машиностроения», Иванову Владимиру Николаевичу, кандидату технических наук, генеральному директору, Коновалову Евгению Григорьевичу, фрезеровщику шестого разряда, Новожиловой Лидии Ивановне, ведущему инженеру, — работникам того же предприятия; Ваганову Николаю Ивановичу, кандидату технических наук, заместителю начальника управления Министерства обороны Российской Федерации; Говорову Николаю Петровичу, заместителю генерального директора акционерного общества «Ковровский механический завод»; Гринбергу Борису Рафаиловичу, главному инженеру федерального государственного унитарного предприятия "Производственное объединение «Ульяновский машиностроительный завод»; Зайцеву Ивану Тимофеевичу, заместителю начальника Главного ракетно-артиллерийского управления Министерства обороны Российской Федерации, Турыгину Юрию Анатольевичу, кандидату технических наук, начальнику отдела того же управления; Захарьящеву Валерию Васильевичу, главному инженеру акционерного общества «Барнаульский станкостроительный завод»; Зиновкину Вячеславу Ивановичу, заместителю генерального конструктора акционерного общества «Конструкторское бюро автоматических линий имени Л. Н. Кошкина»; Куксе Александру Юрьевичу, начальнику отдела Федерального агентства по промышленности; Тагунову Виктору Федоровичу, исполняющему обязанности генерального директора федерального государственного унитарного предприятия "Производственное объединение «Вымпел»; Ульянину Николаю Яковлевичу, помощнику директора акционерного общества «Новосибирский завод низковольтной аппаратуры» | за комплекс работ по повышению эффективности стрелкового вооружения |